# Prestonia riverae
Prestonia riverae är en oleanderväxtart som beskrevs av J.F. Morales. Prestonia riverae ingår i släktet Prestonia och familjen oleanderväxter. Inga underarter finns listade i Catalogue of Life.